# Inschrift

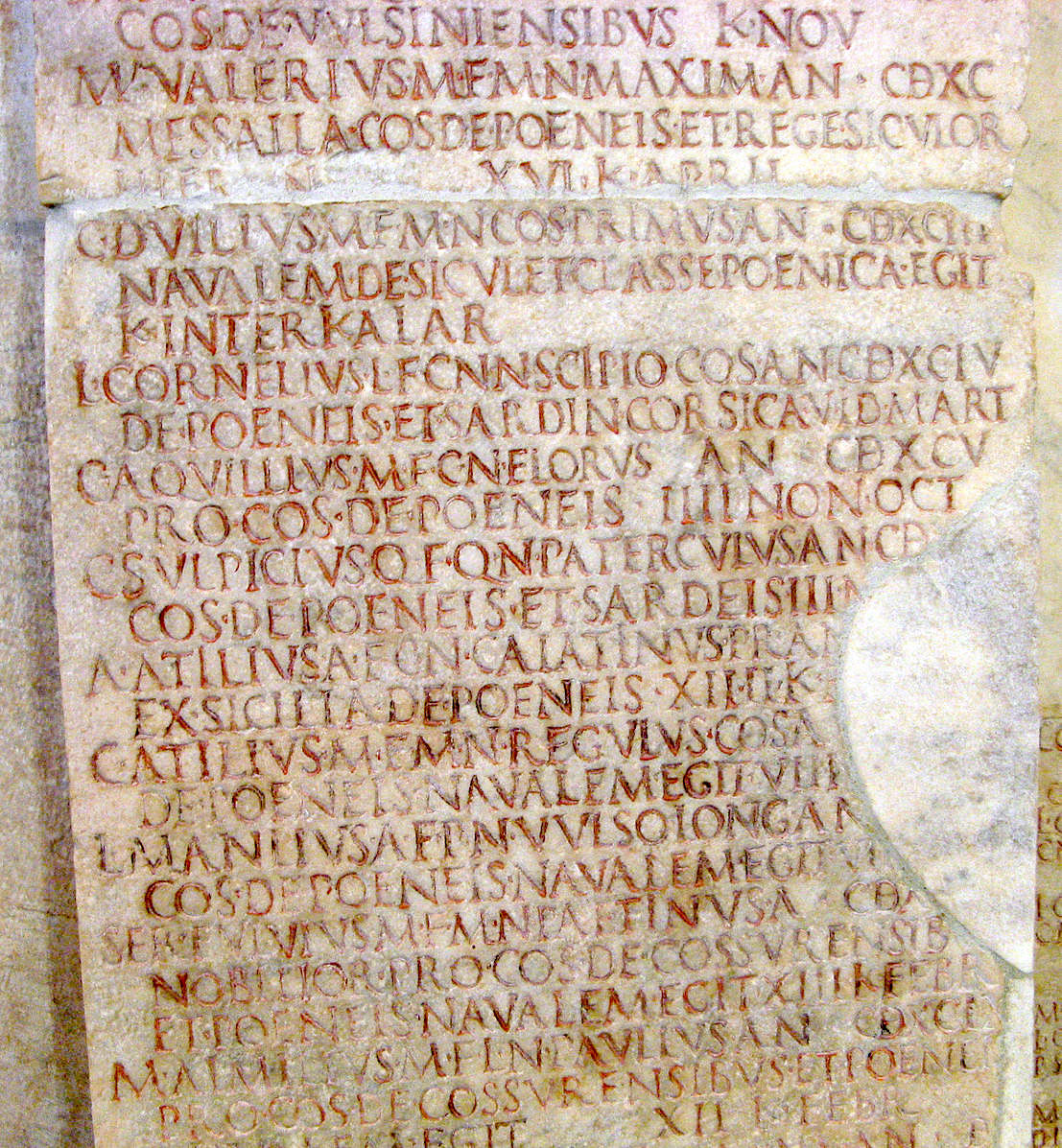
Beispiel für die rote Einfärbung der eingemeißelten Buchstaben. Fragment einer Inschrift (Fasti triumphales) aus dem Jahre 12 v. Chr.

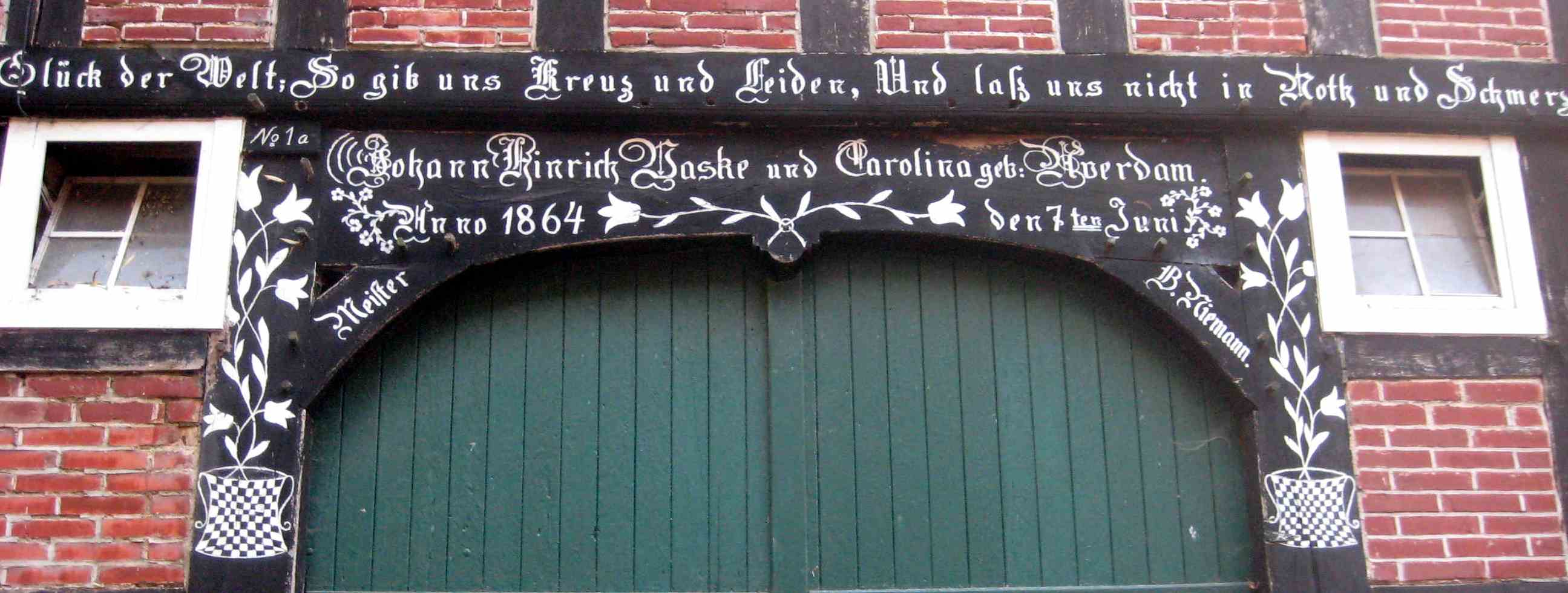
Hausinschrift mit dem Symbol eines Lebensbaums

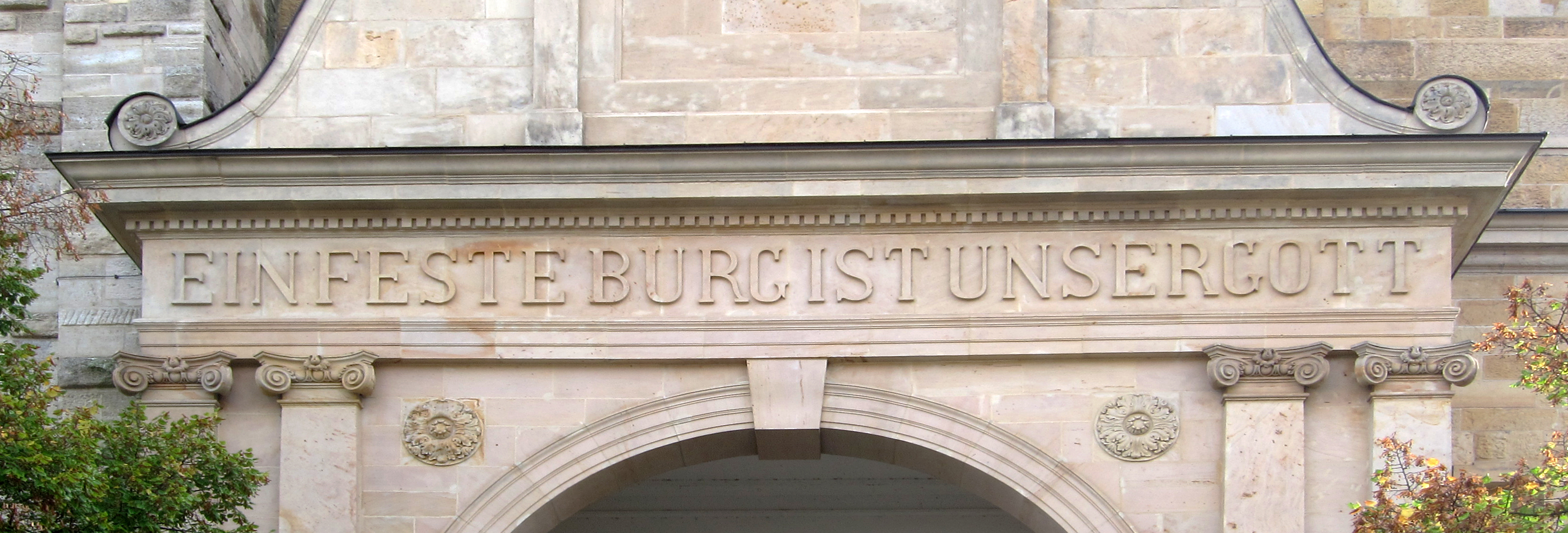
Portalinschrift an der Georgenkirche in Eisenach

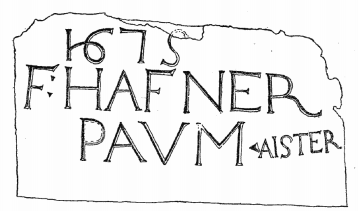
Umzeichnung der Bauinschrift von 1675 an der Bozner Wassermauer

Unter Inschriften versteht man in der Regel Zeichen (meist Schrift, seltener Symbole), die auf einem stabilen Träger, in der Mehrzahl auf Objekten mit festem Standort, eingelassen sind. Eine genaue und unumstrittene Definition des Begriffes existiert jedoch nicht. Bei sprachlichen Darstellungen handelt es sich vor allem um Gedenk-, Grab-, Weih-, Ehren-, Bildhauer-, Bau- Freilassungsinschriften, Gelübde, Schenkungen an Götter, Dekrete, privat- und sakralrechtliche Inschriften.

## Definition
Die Definition des Begriffs „Inschrift“ ist unscharf und nicht völlig eindeutig zu formulieren. Bei dem Wort handelt es sich um eine Lehnübersetzung des lateinischen „inscriptio“. Dieses bezeichnete in der Antike die „Aufschrift“ auf einem Objekt oder die „Überschrift“ eines Textes, erst seit dem 16. Jahrhundert wird die lateinische Vokabel in der heutigen engeren Bedeutung verstanden. Dem deutschen und dem lateinischen Begriff entspricht das griechische „ἐπιγραφή“ („Epigraphé“), das wörtlich ebenfalls „Hinaufschrift“ oder „Hineinschrift“ bedeutet und von dem sich die Bezeichnung Epigraphik für die Wissenschaft von den Inschriften herleitet.
Da diese Begrifflichkeiten sprachlich theoretisch jede Form von Schrift bezeichnen könnten, werden sie in der Regel nach den praktischen Erfordernissen der Forschung definiert: Alles, womit sich die Epigraphik beschäftigt, gilt als Inschrift. So lautet die Definition des Historikers und Archivars Rudolf M. Kloos im Bezug auf die Inschriften des Mittelalters und der Neuzeit: „Inschriften sind Beschriftungen verschiedener Materialien – in Stein, Holz, Metall, Leder, Stoff, Email, Glas, Mosaik usw., die von Kräften und Methoden hergestellt sind, die nicht dem Schreibschul- oder Kanzleibetrieb angehören.“ Damit werden also die in Schulen erlernten beziehungsweise in der Staatsverwaltung angewandten Schreibmethoden (Schreibfeder, Schreibstift etc.) ausgeschlossen und alle übrigen Schriftdokumente als Inschriften zusammengefasst. Ähnlich formulierte der französische Paläograph Jean Mallon für das Altertum: Die Epigraphik befasse sich für diese Epoche „mit allen graphischen Denkmälern, mit Ausnahme derer, die mit Tinte auf Papyrus und Pergament geschrieben sind“.
Praktisch werden jedoch noch zwei weitere Materialgruppen von den Inschriften ausgeklammert, da auch sie von eigenen Spezialdisziplinen erforscht werden: Die Münzen, Gegenstand der Numismatik, und die Siegel, mit denen sich die Sphragistik befasst. Allerdings wird auch innerhalb der Numismatik die Beschriftung im Feld einer Münze als „Inschrift“ bezeichnet.
Andere Definitions- und Eingrenzungsversuche des Begriffs „Inschrift“, die sich auf die konkrete äußere Form oder auf die Funktion eines Schriftstücks beziehen, sind ebenfalls diskutiert worden, haben sich jedoch nicht durchsetzen können:
- Eine häufig anzutreffende Definition besagt, als Inschrift seien alle Schriftzeugnisse auf „dauerhaften“ Materialien zu gelten. Dies trifft für die große Masse der erhaltenen Inschriften zu, die beispielsweise in Stein oder Metall angefertigt wurden und von denen viele sogar explizit entstanden, da die Verschriftlichung eines Sachverhaltes auf Stein den Inhalt über eine längere Zeit zu fixieren versprach als die alleinige Veröffentlichung beispielsweise auf Papyrus oder Pergament. Dies gilt beispielsweise für Inschriften, die ein Gesetz oder eine Verordnung publik machen, an eine wohltätige Spendung beziehungsweise eine Baumaßnahme erinnern (siehe Hausinschrift) oder das Gedenken an einen Verstorbenen sicherstellen sollten (Grabinschrift). Gleichzeitig werden jedoch auch Ritzereien auf Holztäfelchen und sogar Stickereien in Stofftüchern als Inschriften bezeichnet und behandelt, sodass die Dauerhaftigkeit alleine kein ausreichendes Kriterium darstellt.[6]
- Ebenfalls wurde versucht, Inschriften durch das Merkmal der Öffentlichkeit (Publizität) enger zu definieren. Wie das Kriterium der Dauerhaftigkeit gilt auch diese Eingrenzung für viele bedeutende Inschriftengruppen, lässt jedoch andere Typen des inschriftlichen Materials außen vor.[7] Dazu gehören beispielsweise Glockeninschriften, aber auch die zahlreichen Schriftzeugnisse, die im Inneren von Särgen oder Grabgebäuden und damit unzugänglich für jeden Besucher angebracht waren.
- Schließlich haben Wissenschaftler Inschriften über ihre Monumentalität enger eingrenzen wollen. Ein großes Format ist jedoch zwar der dauerhaften oder möglichst öffentlichkeitswirksamen Präsentation eines Textes zuträglich, trifft aber bei weitem nicht auf sämtliche Inschriften zu.[7] So existieren zum Beispiel zahlreiche Inschriften auf Objekten des täglichen Bedarfs (im Bereich der antiken Epigraphik als instrumentum domesticum bezeichnet), aber auch Kritzeleien an Mauern oder Steinmetzzeichen an vielen Gebäuden der Antike und des Mittelalters.

## Funktion, Material und Technik
Inschriften sind oft in Stein eingemeißelt. Nicht selten werden die Buchstaben zusätzlich eingefärbt oder vergoldet. In der Antike wurden die Buchstaben oft mit roter Farbe nachgezogen. Auch Metallguss beziehungsweise -gravuren finden für Inschriften Verwendung. Eine besondere Technik stellt das Sgraffito (Kratzputz) dar. Darüber hinaus wird auch mit spitzen Gegenständen in Mauern oder anderes Material gekritzelt oder geritzt sowie mit Farbe auf Holz oder auf Wände gemalt (Graffiti).
Über die visuelle Wahrnehmung sollten durch die Art und Weise der Darstellung bestimmte Gefühle angesprochen, ausgelöst werden wie zum Beispiel Wertschätzung, Würde, Erhabenheit, Achtung, Respekt, Ehrfurcht und andere. Diese Rolle wird nicht unbedingt durch eine entsprechende Größe, sondern vor allem durch den gezielten Einsatz gestalterischer grafisch/plastischer Mittel realisiert oder unterstützt. Das verwendete Material und die Technik sind immanenter Bestandteil der ästhetischen Wirkung.

## Erforschung
Als historische Quellen sind Inschriften insbesondere für die Erforschung der Antike und des Mittelalters von Bedeutung. Sie ergänzen und berichtigen die Kenntnis über die Lebenswelt aus dieser Zeit und helfen Geschichte zu rekonstruieren. Inschriften werden von einer eigenen Disziplin erforscht, der als historische Hilfswissenschaft geltenden Epigraphik. Die Anzahl der antiken Inschriften geht in die Hunderttausende. Seit 1853 werden die lateinischen Inschriften durch die Institution Corpus Inscriptionum Latinarum aus dem gesamten Raum des ehemaligen Imperium Romanum in geographischer und systematischer Ordnung erfasst. Für die griechischen Inschriften existiert mit den Inscriptiones Graecae ein vergleichbares Projekt, das allerdings bei weitem nicht alle antiken Inschriften in griechischer Sprache umfasst. So beschränkt es sich beispielsweise geographisch auf das griechische Festland und die griechischen Inseln, aber auch viele der dort gefundenen Inschriften sind in separaten Corpora gesammelt. Die nachantiken Inschriften sind überwiegend in nationalen Editionsprojekten erschlossen; so für Deutschland, Österreich und Südtirol durch das Projekt Die Deutschen Inschriften.

## Nachhaltige Wirkung der klassischen römischen Inschriften

Inschrift der Trajanssäule

Aus der großen Vielfalt von antiken Inschriften ragen in ihrer Bedeutung für die Schriftgeschichte die Denkmale der römischen Kaiserzeit heraus. Die repräsentativ gestalteten Buchstaben der Capitalis monumentalis stellen einen Kristallisationspunkt in der Entwicklung des lateinischen Alphabetes dar. In diesen antiken Meisterwerken der Schriftgestalter und Steinmetze hat die ästhetische Ausformung der lateinischen Großbuchstaben ihren Höhepunkt erreicht. Gleichzeitig war damit die Form der Buchstaben (außer H, J, K, U, W, Y und Z, die erst später ergänzt wurden) endgültig festgelegt, kanonisiert.
In der Renaissance setzte eine intensive Beschäftigung mit den klassischen Inschriften ein. Viele Künstler und Wissenschaftler, u. a. auch Albrecht Dürer, der Mathematiker Luca Pacioli und Francesco Torniello, haben sich mit dem Formenkanon der Majuskel auseinandergesetzt. Unterstützt von geometrischen Messungen waren sie bemüht, die Schönheit dieses Alphabetes didaktisch transparent zu machen. Die Eleganz und Klarheit dieser Schrift beruhen vor allem auf den Proportionen der Buchstaben, dem Fett-Fein-Kontrast in der Linienführung, ihren Serifen und schließlich auf dem Rhythmus, der dem Gesamtschriftbild innewohnt. Die Humanisten haben diese Großbuchstaben in ihre Schriften, die humanistische Minuskel und die humanistische Kursive übernommen. Beide bildeten die Modelle für die ersten lateinischen Drucktypen: die Antiqua und die Kursiv. Die künstlerisch ausgereiften Formen der klassischen römischen Inschriften haben über 2000 Jahre hinweg bis in die Gegenwart hinein ästhetische Maßstäbe gesetzt. Eines der berühmtesten Beispiele aus dieser Zeit ist die Inschrift der Trajanssäule (114 n. Chr.).
Die Capitalis monumentalis bzw. klassische römische Kapitale, stellt auch für zeitgenössische Schriftgestalter eine grundlegende Orientierung dar.